# Andrea De Cesaris
Romano Andrea De Cesaris (Roma, 31 maggio 1959 – Roma, 5 ottobre 2014) è stato un pilota automobilistico italiano, che ha corso per la gran parte della sua carriera in Formula 1.
Dopo aver ottenuto diversi successi nelle serie minori dell'automobilismo, nel 1980 fece il suo debutto nella massima serie, in cui corse fino al 1994. Durante la sua carriera ha corso per un gran numero di squadre, tra cui Alfa Romeo, a cui sono legati i suoi migliori risultati, McLaren, Ligier, Minardi, Brabham, Rial, Scuderia Italia, Jordan, Tyrrell e Sauber. Pur essendo considerato tra i più veloci del circus, era dotato di una guida molto aggressiva che spesso lo faceva incappare in vari incidenti, tanto da essere soprannominato dalla stampa inglese Andrea de Crasheris. Ha detenuto inoltre il record di maggior numero di Gran Premi disputati senza ottenere una vittoria, superato solo da Nico Hülkenberg.
Terminata la carriera in Formula 1 abbandonò il mondo dell'automobilismo, se si eccettua la sua partecipazione ad alcune gare del campionato Grand Prix Masters.

## Carriera

### Gli inizi
Figlio di un distributore di tabacco, De Cesaris cominciò la propria carriera nei kart nel 1972. Nel giro di pochi anni riuscì ad affermarsi come campione italiano ed europeo, passando così alla guida di vetture monoposto nel 1977, anno in cui prese parte al campionato di Super Ford, prima di passare alla Formula 3 britannica nel 1978. Ingaggiato nella squadra di Tim Schenken, durante il suo primo anno chiuse la stagione al settimo posto, mentre nel 1979 fu protagonista di un lungo duello per la conquista del titolo con Chico Serra, il quale, alla fine, riuscì a prevalere, anche a causa di alcuni errori del pilota romano. Passò, dunque, alla Formula 2 nel team di Ron Dennis, aiutato dalla Marlboro, e ottenne una vittoria a Misano, terminando il campionato quinto.

### Formula 1

#### Gli esordi (1980-1981)
1980
De Cesaris ebbe quindi l'occasione di debuttare in Formula 1 nella penultima gara del mondiale 1980, in Canada, al volante dell'Alfa Romeo, sostituendo Vittorio Brambilla. Durante le prove ottenne l'ottavo tempo suscitando molto interesse tra gli addetti ai lavori e ricevette anche i complimenti di Carlo Chiti, ingegnere della sua scuderia, per la sua capacità di messa a punto della vettura. In gara, però, fu costretto al ritiro dopo pochi giri. Disputò anche la corsa successiva, ma, pure in quell'occasione, non terminò la gara.
1981

De Cesaris impegnato al Gran Premio d'Italia 1981

Nella stagione successiva venne ingaggiato dalla McLaren, grazie anche alla sponsorizzazione della Marlboro, per correre come seconda guida al fianco di John Watson, risultando il più giovane pilota del circus. Il suo campionato, però, fu avaro di soddisfazioni, con un solo punto, conquistato al Gran Premio di San Marino. Durante tutta la stagione fu oggetto di critiche, anche all'interno del proprio team, per la sua eccessiva foga che lo portava spesso a non concludere le gare, guadagnandosi la fama di sfascia macchine da parte della stampa anglosassone. Dopo il Gran Premio di Gran Bretagna rischiò addirittura il licenziamento da parte della sua scuderia, che alla fine non si concretizzò. Dal canto suo De Cesaris lamentò la mancanza di esperienza dovuta sia ai pochi test invernali svolti dalla scuderia, quantificabili in circa 20 giri sul circuito di Silverstone, sia alla mancata conoscenza di gran parte dei tracciati. Inoltre la squadra non lo avrebbe sostenuto adeguatamente, mettendogli a disposizione la nuova vettura solo da metà stagione. In Olanda, poi, la McLaren, per punirlo dell'ennesimo incidente, gli fece saltare la corsa. Già dopo Monza, infatti, era chiaro che al pilota romano non sarebbe stato rinnovato il contratto, ma nonostante la stagione poco brillante, costellata da diciotto incidenti, era molto richiesto da varie scuderie per le sue doti di velocista. Riuscì, infatti, ad accordarsi con l'Alfa Romeo per l'anno seguente.

#### Alfa Romeo (1982-1983)
1982

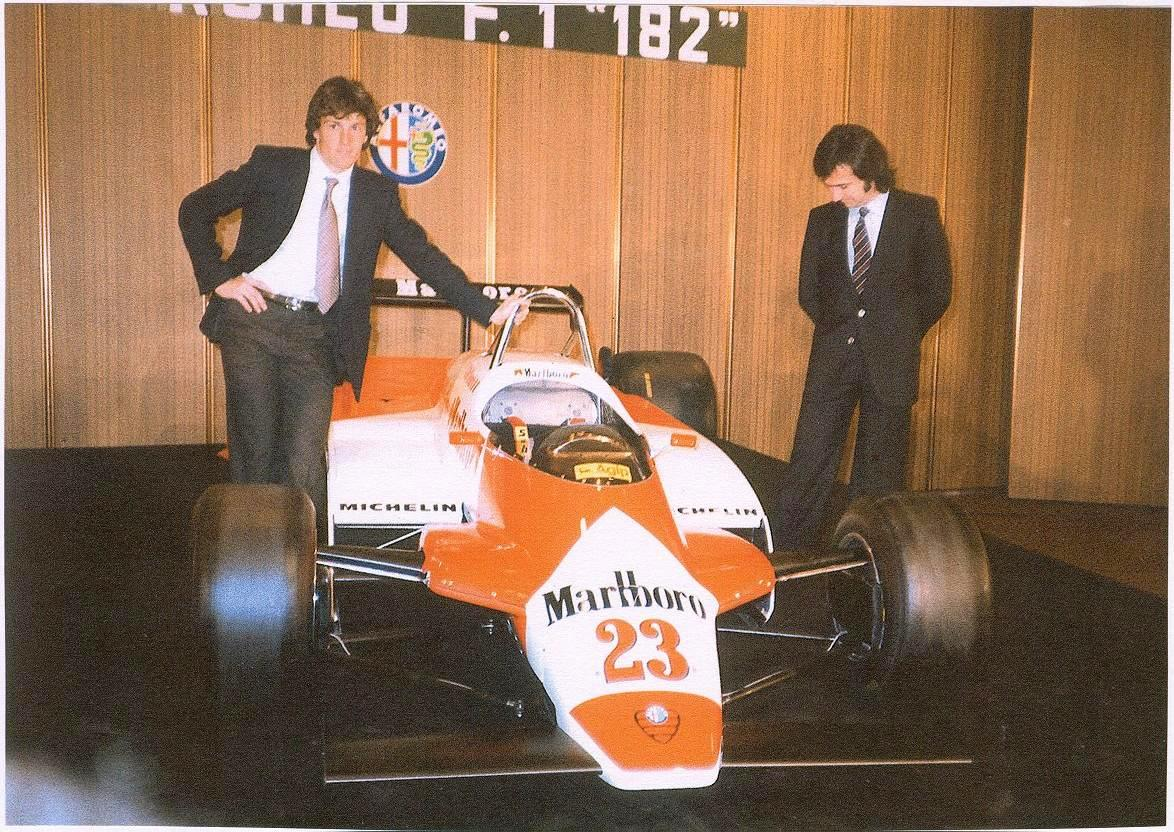
De Cesaris a fianco della sua Alfa Romeo 182 con cui disputò la stagione.

Nel 1982 rientrò all'Alfa Romeo, con cui ottenne i suoi migliori risultati di sempre in Formula 1. Dopo aver disputato la prima gara stagionale con la vettura dell'anno precedente, a partire dal Gran Premio del Brasile De Cesaris ebbe a disposizione, così come il suo compagno di squadra Giacomelli, una nuova vettura. Al Gran Premio degli Stati Uniti-Ovest il romano ottenne la sua prima pole position in carriera e riuscì anche a guidare la gara per la parte iniziale, prima di essere superato da Niki Lauda. Il pilota stava comunque occupando la seconda posizione fino a quando un guasto alle pinze dei freni comportò la sua uscita di pista e il ritiro. Ebbe comunque occasione di cogliere un podio a Monaco, corsa che avrebbe potuto vincere, se non fosse rimasto senza benzina a un giro dal termine. Due settimane dopo, al Gran Premio degli Stati Uniti-Est piazzò la sua vettura in prima fila, ma riservò critiche piuttosto severe al circuito e agli organizzatori. La sua corsa, però, terminò già al secondo giro per problemi alla trasmissione. Un calo di prestazioni non permise a De Cesaris di ottenere altri piazzamenti e la stessa Alfa Romeo ipotizzò il proprio ritiro al termine del campionato. A fine stagione, infatti, la casa automobilistica italiana strinse un accordo con il team Euroracing di Giampaolo Pavanello che prevedeva la partecipazione dell'Alfa Romeo ai mondiali 1983 e 1984, ma la scuderia sarebbe stata gestita dal costruttore veneto a cui sarebbero stati forniti i propulsori. De Cesaris venne comunque confermato per la stagione seguente.
1983
Per la nuova stagione a De Cesaris venne affiancato Mauro Baldi e le vetture vennero progettate dal tecnico francese Gérard Ducarouge. Durante i primi test, svoltisi sul circuito Paul Ricard, il pilota romano si dichiarò molto soddisfatto delle nuove monoposto, evidenziando come fossero più veloci rispetto a quelle dell'anno precedente, ma ponendo anche l'accento sul fatto che bisognasse ricercare una maggiore affidabilità. Già alla prima gara, però, De Cesaris venne escluso dalla competizione, in quanto aveva dimenticato di presentarsi ai controlli di pesatura elettronica della sua vettura. Durante il week end si attirò anche le critiche dell'ingegner Chiti che, viste le continue rotture del motore sulla sua monoposto, lo accusò di non sapere gestire i propulsori turbo. Il pilota respinse fermamente le critiche affermando di non avere alcuna colpa al riguardo. Dopo un ritiro al Gran Premio degli Stati Uniti-Ovest, una nuova squalifica colpì il pilota: durante le qualifiche per la gara in Francia, i commissari di percorso trovarono la sua monoposto con gli estintori scarichi e, applicando il regolamento, gli annullarono il miglior tempo che aveva ottenuto nella prima sessione. Riuscì comunque a qualificarsi ottenendo il settimo posto durante le prove del sabato, ma la domenica concluse ancora fuori dai punti. A seguito di questi accadimenti venne licenziato il tecnico Ducarouge, che fu sostituito dall'italiano Luigi Marmiroli. De Cesaris si dichiarò lo stesso ottimista per il prosieguo del campionato. Infatti, al Gran Premio del Belgio ottenne il terzo posto nelle qualifiche e riuscì anche a portarsi in testa alla corsa, segnando il giro più veloce, prima di essere costretto al ritiro. Nonostante ciò i primi punti arrivarono solo in Germania, con un secondo posto dietro la Ferrari di Arnoux. Il pilota, però, nonostante il buon risultato lamentò le eccessive pressioni dei mass media su di lui, criticando anche gli attacchi a cui spesso era sottoposto dai giornalisti italiani per i suoi atteggiamenti a volte sopra le righe. Dopo alcune gare senza risultati, conquistò un quarto posto al Gran Premio d'Europa e chiuse la stagione con un altro secondo posto in Sudafrica, terminando ottavo in campionato, suo miglior risultato di sempre.

#### Ligier (1984-1985)
1984

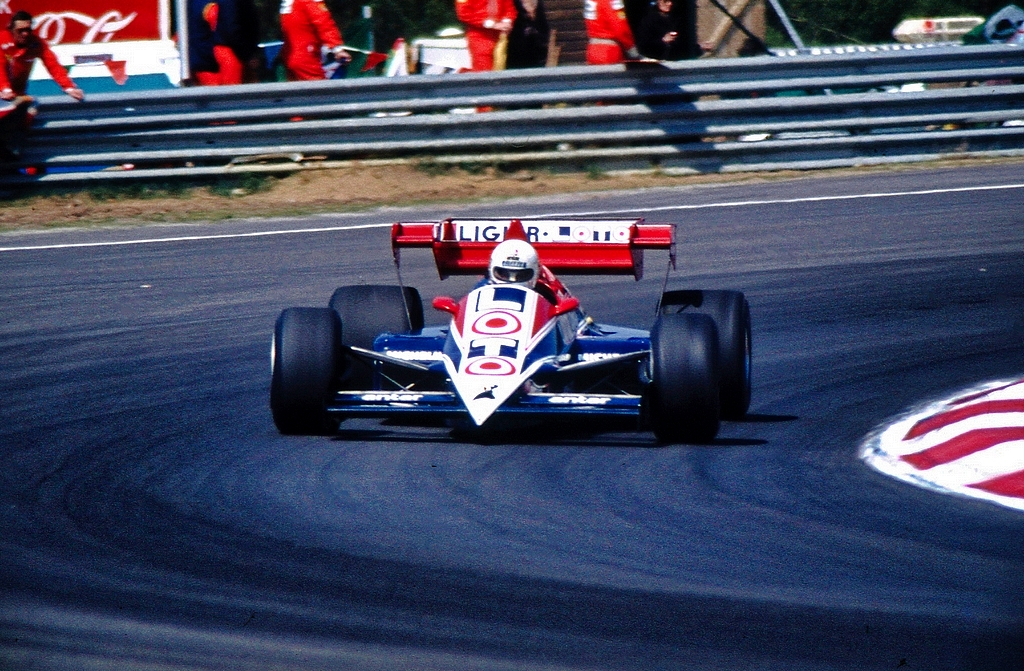
De Cesaris al Gran Premio del Belgio 1984

A fine della stagione 1983, però, l'Alfa Romeo, non avendo gradito alcuni comportamenti del pilota, tra cui i contatti che aveva avuto con la Renault, decise di non rinnovargli il contratto. L'italiano strinse quindi un accordo con la Ligier, ma nonostante le alte aspettative del pilota, che pensava di poter lottare per la vittoria in qualche gara e ottenere diversi punti, gli anni passati alla scuderia francese furono avari di soddisfazioni.
Nei test invernali, pur ottenendo parziali discreti la vettura ebbe svariati problemi di affidabilità. Durante la prima stagione conquistò i suoi primi punti in Sudafrica e, due gare più tardi, ad Imola, dopo essere stato costretto a partire dall'ultima posizione riuscì a rimontare fino al terzo posto, quando fu costretto al ritiro per mancanza di benzina. Il pilota romano venne comunque classificato sesto dopo la squalifica delle Tyrrell dal mondiale. Il prosieguo del campionato, però, fu molto deludente. In Francia incappò in una squalifica identica a quella subita l'anno precedente per via degli estintori vuoti e gli venne annullato il tempo della sessione del venerdì, mentre a Brands Hatch venne duramente criticato da Arnoux per il suo comportamento durante la gara e per averlo ostacolato in maniera non regolamentare. Non avendo conquistato più alcun risultato utile De Cesaris chiuse la stagione con tre punti al diciottesimo posto.
1985
La stagione 1985 si aprì con un controverso incidente con René Arnoux, che venne duramente criticato dal pilota italiano a fine gara. Anche il successivo appuntamento mondiale non gli riservò migliori fortune, in quanto fu costretto al ritiro a causa di un errore della Pirelli che portò per la gara in Portogallo gomme da pioggia inadatte alla situazione, penalizzando tutti coloro che utilizzavano i suddetti pneumatici. I primi punti arrivarono al Gran Premio di Monaco, con un quarto posto, ma, alcune settimane più tardi, De Cesaris si rese protagonista di un incidente durante il Gran Premio d'Austria. Guy Ligier decise quindi di licenziarlo subito dopo la gara, in quanto sosteneva che avesse danneggiato troppi telai, ma, in seguito, cambiò idea e gli chiese di correre anche il successivo Gran Premio d'Olanda, pur decurtandogli lo stipendio per i danni causati alla scuderia con il suo incidente. De Cesaris accettò di disputare la corsa, ma affermò che non avrebbe continuato il suo rapporto con la squadra francese visto che era sicuro di poter guidare la Brabham già dal successivo appuntamento mondiale. L'accordo, però, non andò in porto e il pilota italiano rischiò di rimanere senza un volante anche per la stagione seguente.

#### Gli anni tra diverse scuderie (1986-1990)
1986
Durante l'inverno del 1985 De Cesaris ebbe contatti con Toleman e Minardi per disputare la 1986. Il pilota affermò che nel caso non fosse riuscito ad accordarsi con nessuna delle due scuderie non avrebbe avuto modo di disputare il mondiale ed era disposto a correre anche con team di minor rilievo pur di continuare la sua esperienza nella massima serie. Accettò, quindi, l'offerta della squadra italiana per la stagione.
Nonostante disponesse di una vettura poco competitiva, però, alla gara inaugurale, in Brasile si rese protagonista di una lunga rimonta che lo portò fino al sesto posto, prima di essere costretto al ritiro per il cedimento del motore. Proprio i continui guasti del motore condizionarono il campionato del pilota italiano, che per quattordici gare fu costretto ad abbandonare la corsa. Fallì inoltre la qualificazione a Monaco e non ottenne alcun punto, nonostante l'introduzione da parte della scuderia faentina di una nuova vettura con telaio in fibra di carbonio a partire dal Gran Premio d'Ungheria, terminando la sola corsa in Messico all'ottavo posto.
1987
Nell'aprile del 1987 venne poi annunciato il suo passaggio alla Brabham. Le prime due gare furono, però, caratterizzate da altrettanti ritiri. Al Gran Premio del Belgio ottenne, per la prima volta dopo quattro anni, un piazzamento sul podio, sfruttando una buona strategia di gara che gli permise di non cambiare gli pneumatici e una vettura molto equilibrata. Il resto della stagione fu molto deludente per il pilota italiano che conseguì dodici ritiri nelle tredici gare seguenti e non raccolse altri risultati. Chiuse quindi in quattordicesima posizione il campionato con quattro punti ottenuti.
1988
La situazione interna alla Brabham con l'abbandono dei principali sponsor e soprattutto l'impossibilità di procurarsi un motore competitivo portarono Ecclestone a far saltare al proprio team la stagione 1988. De Cesaris si accasò così alla Rial. Nelle prove invernali la vettura evidenziò buone potenzialità e il pilota romano ottenne discreti tempi sul giro. Si trattava, però, di una monoposto con motore aspirato che faticava a competere con le squadre che utilizzavano propulsori turbo. Inoltre presentava un rilevante problema, dovuto alle ristrette dimensione del serbatoio, che spesso rischiava di non far terminare la gara al pilota.
La prima gara si concluse con un ritiro, anche a causa di un errore dei meccanici durante la sosta ai box che avvitarono male una ruota costringendo De Cesaris a compiere un giro a velocità limitate, surriscaldando il motore, che dopo poche tornate cedette. Al Gran Premio del Canada la vettura sembrò aver acquisito una maggior competitività, tanto che l'italiano riuscì a qualificarsi dodicesimo e in gara occupava il quinto posto, quando, a tre giri dal termine, rimase senza benzina. Appena una settimana dopo, però, colse un quarto posto a Detroit, ma, nonostante ciò, i suoi rapporti con la Rial andavano deteriorandosi.
Già dopo il Gran Premio d'Ungheria apparve infatti chiaro che non sarebbe rimasto nel team tedesco e ricevette le offerte di Zakspeed, dove si era trasferito l'amico e progettista Gustav Brunner dopo essere stato licenziato dal patron della Rial, e Scuderia Italia. L'offerta della seconda prevalse e per i due anni seguenti De Cesaris avrebbe gareggiato per il team di Beppe Lucchini. Intanto la stagione proseguì senza particolari acuti, con il romano spesso costretto al ritiro o fuori dai punti. Chiuse quindi il proprio mondiale con tre punti e il quindicesimo posto in classifica piloti.
1989

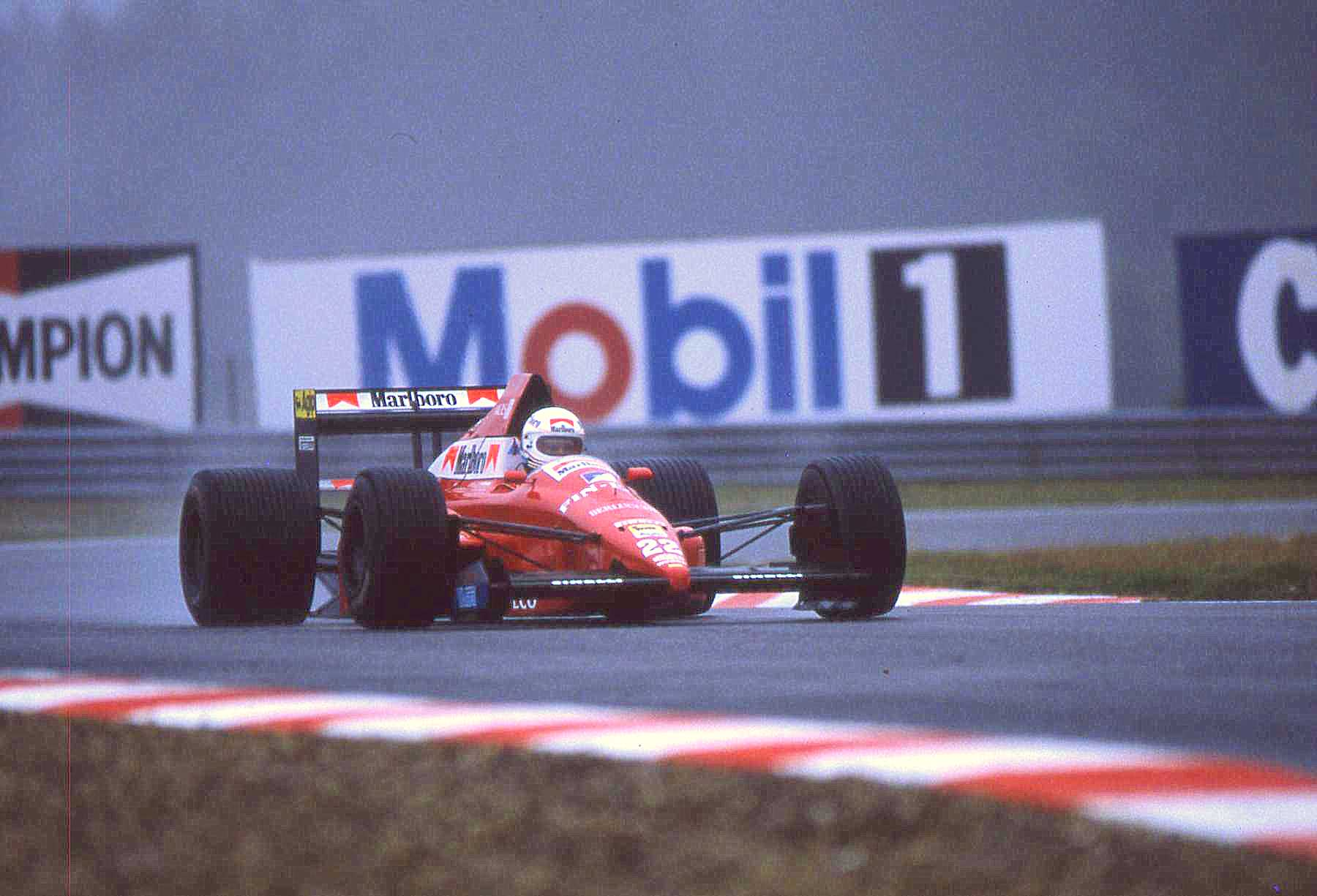
De Cesaris, alla guida della sua Dallara, durante il Gran Premio del Belgio 1989, da lui concluso all'undicesimo posto

Nel 1989 De Cesaris passò alla Scuderia Italia, con un contratto da prima guida al fianco di Alex Caffi. La vettura, non troppo competitiva né affidabile, permise solo in alcune occasioni al pilota romano di lottare nelle zone di alta classifica. A Monaco occupava la terza posizione quando fu protagonista di un incidente con Piquet, doppiato. De Cesaris accusò il brasiliano di averlo volontariamente rallentato e di averlo chiuso nel momento in cui lo stava superando, mentre il pilota della Lotus disse che semplicemente De Cesaris aveva tentato il doppiaggio in un punto difficile.
Il podio arrivò comunque al Gran Premio del Canada, con un terzo posto, che fu comunque l'unico piazzamento a punti del pilota romano durante la stagione. Già dalla gara successiva fallì la qualificazione e nel prosieguo della stagione non andò mai oltre il settimo posto. Chiuse infine il campionato con quattro punti conquistati.
1990
Confermato anche per il 1990, De Cesaris andò incontro ad un'annata avara di soddisfazioni. La vettura non era competitiva, ma i suoi problemi principali erano un motore poco potente e la mancanza di stimoli da parte di tutta la scuderia.
Nonostante un sorprendente terzo posto in qualifica alla Gran Premio degli Stati Uniti, dovuto anche all'ottima resa delle gomme Pirelli, in gara fu afflitto dopo pochi giri da problemi ai freni e la rottura del motore determinò il suo ritiro dopo venticinque giri. Poche settimane più tardi, in Brasile, realizzò ancora un buon tempo nelle prove, ma la sua gara terminò dopo pochi metri a causa di una collisione con Jean Alesi. Nel prosieguo della stagione, poi, peggiorarono pure le prestazioni in qualifica e De Cesaris non riuscì a superare le prove in Germania. I risultati in gara, poi, furono ancora peggiori, in quanto venne colpito da innumerevoli rotture al propulsore e non andò mai oltre il decimo posto. Chiuse quindi la stagione senza alcun punto ottenuto.

#### Il passaggio in Jordan (1991)

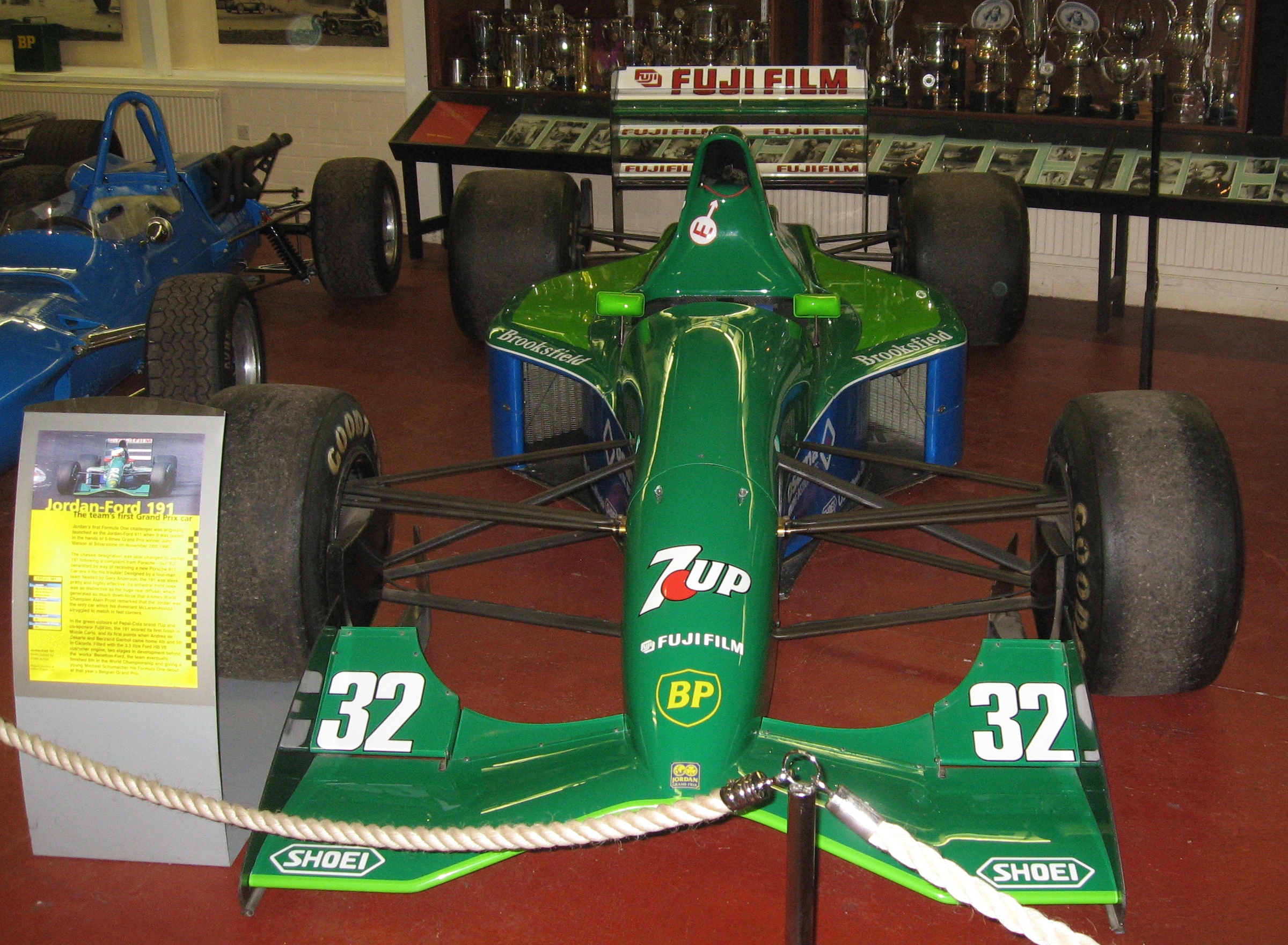
La Jordan 191 che il team irlandese utilizzò durante la stagione 1991.

Nel 1991 si registrò il passaggio dell'italiano alla debuttante Jordan. Dopo alcune gare senza risultati particolarmente eclatanti, la vettura acquisì una maggiore competitività, nonostante un motore non troppo potente. De Cesaris, ormai considerato un pilota maturo e affidabile, ebbe così l'occasione di lottare spesso per le posizioni della zona punti. Inoltre instaurò un buon rapporto con Eddie Jordan e affermò che il costruttore lo aveva aiutato ad esprimere le sue potenzialità al meglio durante la stagione.
In Canada ottenne i suoi primi punti con un quarto posto, risultato che replicò anche in Messico, dove fu protagonista di un particolare episodio: rimasto senza benzina nei pressi dell'arrivo, spinse la sua vettura fino al traguardo. Inizialmente i commissari lo squalificarono, salvo poi riammetterlo a seguito del reclamo della sua squadra, giustificando l'azione di De Cesaris con il fatto che si trattava di una manovra per la sicurezza degli altri piloti. Dopo aver ottenuto un altro piazzamento in Germania, al Gran Premio del Belgio corse una delle gare migliori della sua carriera. Partito undicesimo il pilota italiano rimontò diverse posizioni portandosi fino al secondo posto, quando il motore della sua Jordan cedette, costringendolo al ritiro a pochi giri dal termine. Anni dopo il pilota rivelò che il guasto era dovuto al fatto che la Ford, che forniva i propulsori alla squadra, avesse deciso di provare all'insaputa di questa un nuovo pistone, che però consumava più olio del previsto, e ciò comportò la rottura del motore. Chiuse, infine, la stagione al nono posto, ma non venne confermato alla guida delle vetture del team irlandese, che aveva consistenti debiti da pagare e aveva deciso di cambiare sponsorizzazione.

#### Gli ultimi anni (1992-1994)
1992-1993

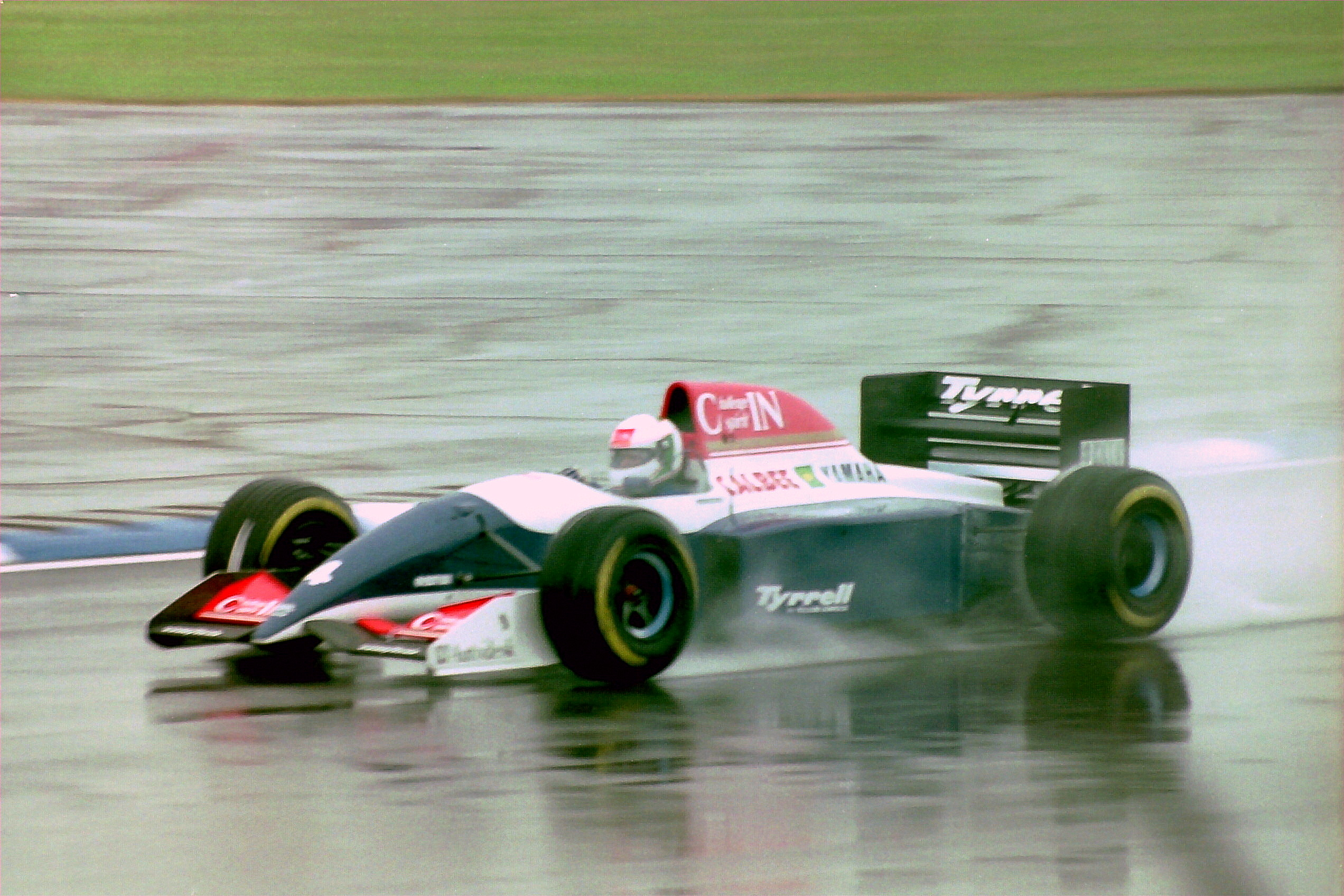
De Cesaris impegnato al Gran Premio di Gran Bretagna 1993.

Terminato il rapporto con Jordan, nel dicembre del 1991, De Cesaris entra in contatto con Ken Tyrrell, alla ricerca di un pilota per la stagione 1992. Nonostante fosse stato indicato inizialmente il nome di Zanardi come secondo pilota al fianco di Olivier Grouillard, De Cesaris viene ufficializzato a metà febbraio del 1992. La prima stagione con il team inglese fu nel complesso discreta: il pilota romano ottenne alcuni piazzamenti a punti e terminò nono in classifica piloti, vincendo nettamente il confronto con il proprio compagno di squadra.
Confermato anche per il 1993, andò invece incontro a una stagione disastrosa dal punto di vista dei risultati. La Tyrrell presentò per le prime gare un semplice aggiornamento della monoposto dell'anno precedente e non disponeva di grandi risorse finanziarie. L'ingresso di Yamaha come nuovo fornitore di motori, tra l'altro a titolo gratuito, non portò inoltre particolari benefici, così come l'introduzione della nuova Tyrrell 021 a partire dal Gran Premio di Gran Bretagna. Per tutto l'anno De Cesaris fu costretto a gareggiare in posizioni di rincalzo e chiuse la stagione senza aver conseguito alcun risultato utile.
Lo stesso anno fu protagonista anche di un brutto episodio: durante la partita del cuore, un incontro calcistico di beneficenza in cui si vedevano contrapposte la Nazionale Cantanti e quella Piloti, prese il pallone e lo scagliò con violenza contro Gianni Morandi, colpendolo alla testa, venendo di conseguenza espulso dall'arbitro Amendolia.
1994

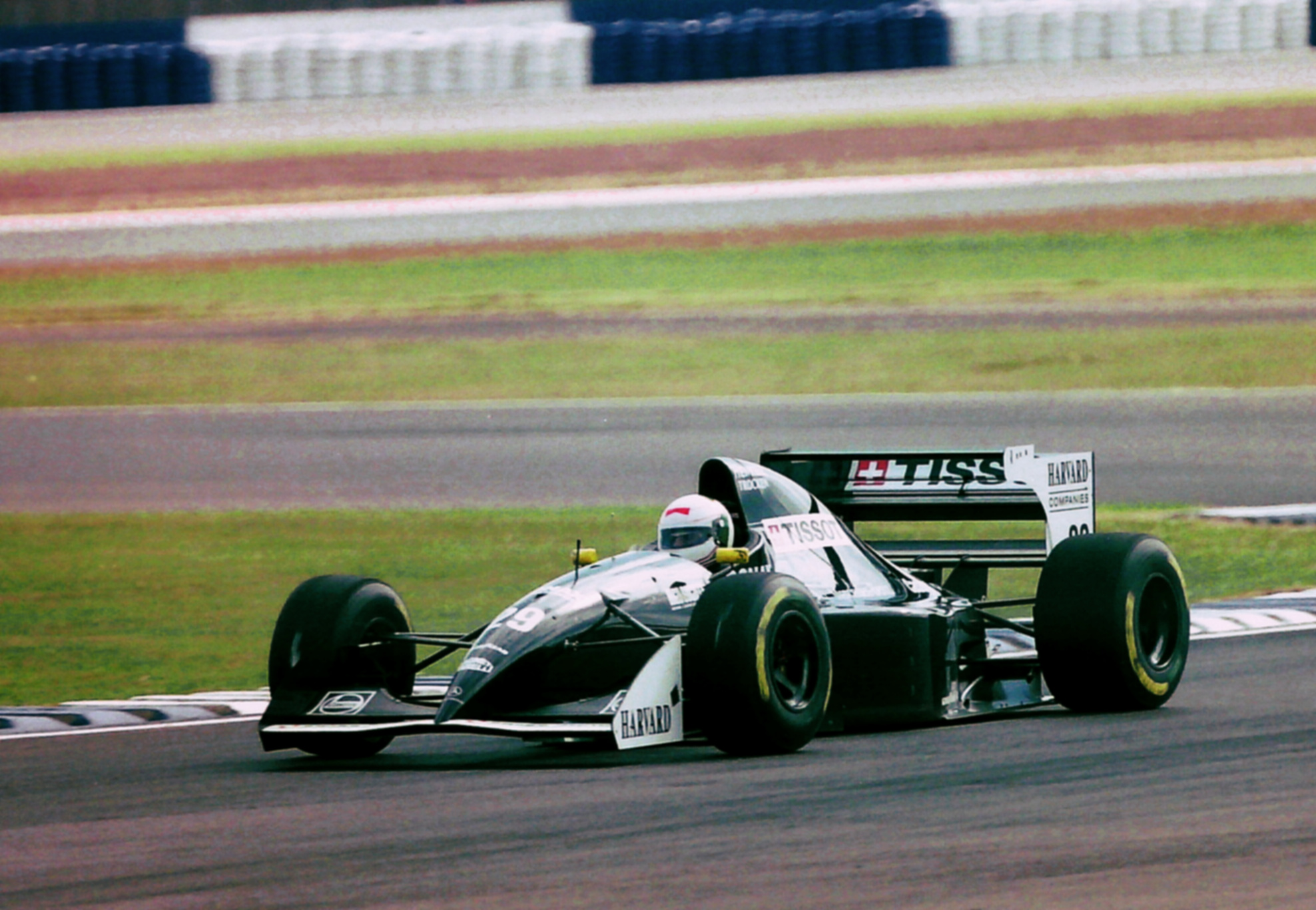
De Cesaris impegnato a Silverstone, nel 1994.

Deciso al ritiro, nel 1994 arrivò di nuovo la chiamata della Jordan, solo a titolo temporaneo, per sostituire per due gare il nordirlandese Eddie Irvine, squalificato per tre Gran Premi. Dopo la seconda avventura con il team irlandese, impreziosita da un quarto posto conseguito a Montecarlo, Peter Sauber lo assunse per sostituire l'austriaco Wendlinger, gravemente infortunatosi proprio a Monaco. Con la Sauber disputò nove gare, fino al Gran Premio d'Europa, ottenendo un ultimo punto in Francia. Nonostante l'offerta di Sauber di terminare la stagione, dato che Wendlinger non si era completamente rimesso, De Cesaris rifiutò e saltò quindi le ultime due gare dell'anno.
Terminò quindi la propria carriera in Formula 1 iniziata nel 1980, con oltre duecento Gran Premi disputati e due secondi posti come miglior risultato.

## Risultati in Formula 1
| 1980 | Scuderia   | Vettura |  |  |  |  |  |  |  |  |  |  |  |  |     |     |  |  |  | Punti | Pos. |
| ---- | ---------- | ------- |  |  |  |  |  |  |  |  |  |  |  |  | --- | --- |  |  |  | ----- | ---- |
| 1980 | Alfa Romeo | 179     |  |  |  |  |  |  |  |  |  |  |  |  | Rit | Rit |  |  |  | 0     |      |

| 1981 | Scuderia | Vettura      |     |     |    |   |     |     |     |    |     |     |   |    |   |     |    |  |  | Punti | Pos. |
| ---- | -------- | ------------ | --- | --- | -- | - | --- | --- | --- | -- | --- | --- | - | -- | - | --- | -- |  |  | ----- | ---- |
| 1981 | McLaren  | M29F e MP4/1 | Rit | Rit | 11 | 6 | Rit | Rit | Rit | 11 | Rit | Rit | 8 | NP | 7 | Rit | 12 |  |  | 1     | 18º  |

| 1982 | Scuderia   | Vettura    |    |     |     |     |     |   |     |   |     |     |     |     |     |    |    |   |  | Punti | Pos. |
| ---- | ---------- | ---------- | -- | --- | --- | --- | --- | - | --- | - | --- | --- | --- | --- | --- | -- | -- | - |  | ----- | ---- |
| 1982 | Alfa Romeo | 179D e 182 | 13 | Rit | Rit | Rit | Rit | 3 | Rit | 6 | Rit | Rit | Rit | Rit | Rit | 10 | 10 | 9 |  | 5     | 17º  |

| 1983 | Scuderia   | Vettura |    |     |    |     |     |     |     |     |   |   |     |     |     |   |   |  |  | Punti | Pos. |
| ---- | ---------- | ------- | -- | --- | -- | --- | --- | --- | --- | --- | - | - | --- | --- | --- | - | - |  |  | ----- | ---- |
| 1983 | Alfa Romeo | 183T    | ES | Rit | 12 | Rit | Rit | Rit | Rit | Rit | 8 | 2 | Rit | Rit | Rit | 4 | 2 |  |  | 15    | 8º   |

| 1984 | Scuderia | Vettura |     |   |     |   |    |     |     |     |     |    |   |     |     |     |   |    |  | Punti | Pos. |
| ---- | -------- | ------- | --- | - | --- | - | -- | --- | --- | --- | --- | -- | - | --- | --- | --- | - | -- |  | ----- | ---- |
| 1984 | Ligier   | JS23    | Rit | 5 | Rit | 6 | 10 | Rit | Rit | Rit | Rit | 10 | 7 | Rit | Rit | Rit | 7 | 12 |  | 3     | 18º  |

| 1985 | Scuderia | Vettura |     |     |     |   |    |    |     |     |     |     |     |  |  |  |  |  |  | Punti | Pos. |
| ---- | -------- | ------- | --- | --- | --- | - | -- | -- | --- | --- | --- | --- | --- |  |  |  |  |  |  | ----- | ---- |
| 1985 | Ligier   | JS25    | Rit | Rit | Rit | 4 | 14 | 10 | Rit | Rit | Rit | Rit | Rit |  |  |  |  |  |  | 3     | 17º  |

| 1986 | Scuderia | Vettura      |     |     |     |    |     |     |     |     |     |     |     |     |     |     |   |     |  | Punti | Pos. |
| ---- | -------- | ------------ | --- | --- | --- | -- | --- | --- | --- | --- | --- | --- | --- | --- | --- | --- | - | --- |  | ----- | ---- |
| 1986 | Minardi  | M185B e M186 | Rit | Rit | Rit | NQ | Rit | Rit | Rit | Rit | Rit | Rit | Rit | Rit | Rit | Rit | 8 | Rit |  | 0     |      |

| 1987 | Scuderia | Vettura |     |     |   |     |     |     |     |     |     |     |     |     |     |     |     |   |  | Punti | Pos. |
| ---- | -------- | ------- | --- | --- | - | --- | --- | --- | --- | --- | --- | --- | --- | --- | --- | --- | --- | - |  | ----- | ---- |
| 1987 | Brabham  | BT56    | Rit | Rit | 3 | Rit | Rit | Rit | Rit | Rit | Rit | Rit | Rit | Rit | Rit | Rit | Rit | 8 |  | 4     | 14º  |

| 1988 | Scuderia | Vettura |     |     |     |     |   |   |    |     |    |     |     |     |     |     |     |   |  | Punti | Pos. |
| ---- | -------- | ------- | --- | --- | --- | --- | - | - | -- | --- | -- | --- | --- | --- | --- | --- | --- | - |  | ----- | ---- |
| 1988 | Rial     | ARC1    | Rit | Rit | Rit | Rit | 9 | 4 | 10 | Rit | 13 | Rit | Rit | Rit | Rit | Rit | Rit | 8 |  | 3     | 15º  |

| 1989 | Scuderia        | Vettura |    |    |    |     |     |   |    |     |   |     |    |     |     |   |    |     |  | Punti | Pos. |
| ---- | --------------- | ------- | -- | -- | -- | --- | --- | - | -- | --- | - | --- | -- | --- | --- | - | -- | --- |  | ----- | ---- |
| 1989 | Scuderia Italia | 189     | 13 | 10 | 13 | Rit | Rit | 3 | NQ | Rit | 7 | Rit | 11 | Rit | Rit | 7 | 10 | Rit |  | 4     | 16º  |

| 1990 | Scuderia        | Vettura |     |     |     |     |     |    |    |     |    |     |     |    |     |     |     |     |  | Punti | Pos. |
| ---- | --------------- | ------- | --- | --- | --- | --- | --- | -- | -- | --- | -- | --- | --- | -- | --- | --- | --- | --- |  | ----- | ---- |
| 1990 | Scuderia Italia | 190     | Rit | Rit | Rit | Rit | Rit | 13 | SQ | Rit | NQ | Rit | Rit | 10 | Rit | Rit | Rit | Rit |  | 0     |      |

| 1991 | Scuderia | Vettura |     |     |     |     |   |   |   |     |   |   |    |   |   |     |     |   |  | Punti | Pos. |
| ---- | -------- | ------- | --- | --- | --- | --- | - | - | - | --- | - | - | -- | - | - | --- | --- | - |  | ----- | ---- |
| 1991 | Jordan   | 191     | NPQ | Rit | Rit | Rit | 4 | 4 | 6 | Rit | 5 | 7 | 13 | 7 | 8 | Rit | Rit | 8 |  | 9     | 9º   |

| 1992 | Scuderia | Vettura |     |   |     |     |    |     |   |     |     |     |   |   |   |   |   |     |  | Punti | Pos. |
| ---- | -------- | ------- | --- | - | --- | --- | -- | --- | - | --- | --- | --- | - | - | - | - | - | --- |  | ----- | ---- |
| 1992 | Tyrrell  | 020B    | Rit | 5 | Rit | Rit | 14 | Rit | 5 | Rit | Rit | Rit | 8 | 8 | 6 | 9 | 4 | Rit |  | 8     | 9º   |

| 1993 | Scuderia | Vettura    |     |     |     |     |    |    |     |    |    |     |    |     |     |    |     |    |  | Punti | Pos. |
| ---- | -------- | ---------- | --- | --- | --- | --- | -- | -- | --- | -- | -- | --- | -- | --- | --- | -- | --- | -- |  | ----- | ---- |
| 1993 | Tyrrell  | 020C e 021 | Rit | Rit | Rit | Rit | SQ | 10 | Rit | 15 | NC | Rit | 11 | Rit | Rit | 12 | Rit | 13 |  | 0     |      |

| 1994 | Scuderia        | Vettura   |  |  |     |   |  |     |   |     |     |     |     |     |     |     |  |  |  | Punti | Pos. |
| ---- | --------------- | --------- |  |  | --- | - |  | --- | - | --- | --- | --- | --- | --- | --- | --- |  |  |  | ----- | ---- |
| 1994 | Jordan e Sauber | 194 e C13 |  |  | Rit | 4 |  | Rit | 6 | Rit | Rit | Rit | Rit | Rit | Rit | Rit |  |  |  | 4     | 19º  |

| Legenda | 1º posto     | 2º posto | 3º posto    | A punti         | Senza punti/Non class.  | Grassetto – Pole position Corsivo – Giro più veloce |
| Legenda | Squalificato | Ritirato | Non partito | Non qualificato | Solo prove/Terzo pilota | Grassetto – Pole position Corsivo – Giro più veloce |

## Record in Formula 1
| Record                                              | Numero/Data                                                                      |
| --------------------------------------------------- | -------------------------------------------------------------------------------- |
| Maggior numero di ritiri                            | 147; a pari merito con Riccardo Patrese                                          |
| Maggior numero di ritiri consecutivi                | 18 (Francia 1985–Portogallo 1986)                                                |
| Pilota a punti con il maggior numero di costruttori | 9 (Alfa Romeo, Brabham, Dallara, Jordan, Ligier, McLaren, Rial, Sauber, Tyrrell) |

## Dopo la Formula 1
Stanco ormai del mondo della Formula 1 e dei Gran Premi, terminata la stagione 1994, De Cesaris decise di ritirarsi dall'automobilismo, rifiutando anche alcune proposte di correre nella CART, categoria da lui ritenuta troppo pericolosa. Negli anni seguenti si dedicò, in particolar modo, al mondo della finanza, comprando e rivendendo valute straniere. Sviluppò anche la passione per il windsurf, ed acquistò una casa alle Hawaii al fine di coltivare il proprio interesse. Si dedicò pure al motocross, tanto da partecipare a una gara al Motor Show insieme ai professionisti della categoria, senza sfigurare.

### La morte
Muore a Roma il 5 ottobre 2014 all'età di 55 anni in un incidente motociclistico sul Grande raccordo anulare all'altezza dello svincolo per la Bufalotta. I funerali si sono celebrati il 9 ottobre alla chiesa di San Roberto Bellarmino nel quartiere Parioli, con la partecipazione di alcuni volti della Formula 1. È stato tumulato nel cimitero monumentale del Verano a Roma.